# Liberal (Missouri)
Liberal é uma cidade localizada no estado americano de Missouri, no Condado de Barton.

## Demografia
Segundo o censo americano de 2000, a sua população era de 779 habitantes.
Em 2006, foi estimada uma população de 806, um aumento de 27 (3.5%).

## Geografia
De acordo com o United States Census Bureau tem uma área de
2,2 km², dos quais 2,2 km² cobertos por terra e 0,0 km² cobertos por água. Liberal localiza-se a aproximadamente 275 m acima do nível do mar.

## Localidades na vizinhança
O diagrama seguinte representa as localidades num raio de 16 km ao redor de Liberal.